# Turkuman Barih
Turkuman Barih (arab. تركمان بارح) – miejscowość w Syrii, w muhafazie Aleppo. W 2004 roku liczyła 1537 mieszkańców.